# Words of the Prophets
Words of the Prophets è un EP del gruppo heavy metal canadese Kobra and the Lotus. La pubblicazione dell'EP, avvenuta il 28 agosto 2015, è stata anticipata dal videoclip per il brano Black Velvet, mostrato in anteprima esclusiva da Revolver Magazine il 23 giugno 2015.

## Tracce
1. Lay It on the Line (cover del brano dei Triumph) – 4:08
2. Sign of the Gypsy Queen (cover del brano di Lorence Hud) – 4:37
3. Black Velvet (cover del brano di Alannah Myles) – 4:49
4. Let It Ride (cover del brano dei Bachman-Turner Overdrive) – 3:57
5. The Spirit of Radio (cover del brano dei Rush) – 5:00

## Formazione
- Kobra Paige – voce
- Jasio Kulakowski – chitarra
- Charlie Parra del Riego – chitarra
- Brad Kennedy – basso
- Bones Elias – batteria